# Ilsemannita
L'ilsemannita és un mineral de la classe dels òxids. Rep el seu nom de J. C. Ilsemann (1727-1822), un ex Comissionat de Mines de Clausthal, Harz, qui va publicar un estudi inicial sobre la molibdenita l'any 1787.

## Característiques
L'ilsemannita és un òxid de fórmula química Mo₃O₈·nH₂O.
Segons la classificació de Nickel-Strunz, l'ilsemannita pertany a «04.FJ: Hidròxids (sense V o U), amb H₂O +- (OH); octaedres que comparteixen angles» juntament amb els següents minerals: meymacita, sidwil·lita, tungstita, hidrotungstita i parabariomicrolita.

## Formació i jaciments
Va ser descoberta a Bad Bleiberg, una mineralització de plom i zinc barítiques, que es troba al districte de Bleiberg, als Alps Càrnics, Caríntia, Àustria.